# Sabina Simmonds
Pour les articles homonymes, voir Simmonds.
Sabina Simmonds (née le 17 avril 1960 à Londres) est une joueuse de tennis italienne d'origine anglaise, professionnelle du milieu des années 1970 à 1988.
Adepte des surfaces rapides (gazon) et du jeu au filet, à la différence de la plupart de ses compatriotes plus à l'aise sur la terre battue, elle a fait figure de grand espoir du tennis italien.
En 1982 et 1983, elle a joué le 3e tour à Wimbledon, chaque fois battue en trois manches par Virginia Ruzici.
Elle a très régulièrement représenté son pays à l'occasion de la Coupe de la Fédération.
Pendant sa carrière, Sabina Simmonds a remporté un tournoi WTA et fut deux fois finaliste en simple dames.

## Palmarès

### Titre en simple dames
| No | Date       | Nom et lieu du tournoi                  | Catégorie | Dotation | Surface    | Finaliste      | Score    |          |
| -- | ---------- | --------------------------------------- | --------- | -------- | ---------- | -------------- | -------- | -------- |
| 1  | 08-02-1982 | Avon Futures of California, Bakersfield | Futures   | 40 000 $ | Dur (ext.) | Lea Antonoplis | 6-2, 6-1 | Parcours |

### Finales en simple dames
| No | Date       | Nom et lieu du tournoi   | Catégorie | Dotation | Surface      | Vainqueure      | Score         |          |
| -- | ---------- | ------------------------ | --------- | -------- | ------------ | --------------- | ------------- | -------- |
| 1  | 02-10-1978 | Trofeo Gillette, Madrid  |           | NC       | Terre (ext.) | Hana Mandlíková | 6-1,6-2       |          |
| 2  | 09-10-1978 | Spanish Open, Barcelone  |           | NC       | Terre (ext.) | Hana Mandlíková | 6-1, 5-7, 6-3 | Parcours |
| 3  | 02-11-1981 | Seiko Classic, Hong Kong |           | 50 000 $ | Terre (ext.) | Wendy Turnbull  | 6-3, 6-4      | Parcours |

### Titre en double dames
Aucun

### Finale en double dames
| No | Date       | Nom et lieu du tournoi                       | Catégorie | Dotation | Surface      | Vainqueures                    | Partenaire   | Score    |          |
| -- | ---------- | -------------------------------------------- | --------- | -------- | ------------ | ------------------------------ | ------------ | -------- | -------- |
| 1  | 10-03-1980 | Avon Futures of Southwest Florida Fort Myers | Futures   | 25 000 $ | Terre (ext.) | Diane Desfor Barbara Hallquist | Carrie Meyer | 6-3, 6-1 | Parcours |

## Parcours en Grand Chelem

### En simple dames
| Année | Open d'Australie (janvier) | Open d'Australie (janvier) | Internationaux de France | Internationaux de France | Wimbledon       | Wimbledon       | US Open         | US Open          | Open d'Australie (décembre) | Open d'Australie (décembre) |
| ----- | -------------------------- | -------------------------- | ------------------------ | ------------------------ | --------------- | --------------- | --------------- | ---------------- | --------------------------- | --------------------------- |
| 1976  | -                          | -                          | -                        | -                        | 1er tour (1/64) | Terry Holladay  | 2e tour (1/32)  | Françoise Dürr   | n/a                         | n/a                         |
| 1977  | -                          | -                          | 1er tour (1/32)          | Mima Jaušovec            | 1er tour (1/64) | Betty Stöve     | 1er tour (1/64) | Wendy Turnbull   | -                           | -                           |
| 1978  | n/a                        | n/a                        | 1er tour (1/32)          | Jeanne Evert             | -               | -               | -               | -                | 1er tour (1/16)             | Betsy Nagelsen              |
| 1979  | n/a                        | n/a                        | -                        | -                        | 1er tour (1/64) | Mima Jaušovec   | 3e tour (1/16)  | Evonne Goolagong | -                           | -                           |
| 1980  | n/a                        | n/a                        | 1er tour (1/32)          | Bettina Bunge            | 1er tour (1/64) | Virginia Ruzici | -               | -                | -                           | -                           |
| 1982  | n/a                        | n/a                        | 1er tour (1/64)          | Julie Harrington         | 3e tour (1/16)  | Virginia Ruzici | 2e tour (1/32)  | Jo Durie         | -                           | -                           |
| 1983  | n/a                        | n/a                        | 1er tour (1/64)          | Petra Delhees            | 3e tour (1/16)  | Virginia Ruzici | 2e tour (1/32)  | Patricia Hy      | -                           | -                           |
| 1984  | n/a                        | n/a                        | 1er tour (1/64)          | C. Lindqvist             | 2e tour (1/32)  | C. Kohde-Kilsch | -               | -                | -                           | -                           |
| 1986  | n/a                        | n/a                        | 1er tour (1/64)          | Helena Suková            | -               | -               | -               | -                | n/a                         | n/a                         |

À droite du résultat, l’ultime adversaire.

### En double dames
| Année | Open d'Australie (janvier) | Open d'Australie (janvier) | Internationaux de France     | Internationaux de France   | Wimbledon                   | Wimbledon                 | US Open                       | US Open                   | Open d'Australie (décembre) | Open d'Australie (décembre) |
| ----- | -------------------------- | -------------------------- | ---------------------------- | -------------------------- | --------------------------- | ------------------------- | ----------------------------- | ------------------------- | --------------------------- | --------------------------- |
| 1977  | -                          | -                          | -                            | -                          | 2e tour (1/16) M. Tyler     | F. Dürr Virginia Wade     | 2e tour (1/16) M. Tyler       | L. Antonoplis Diane Evers | -                           | -                           |
| 1978  | n/a                        | n/a                        | 1er tour (1/16) Strachonova  | F. Mihai B. Nagelsen       | -                           | -                         | -                             | -                         | 1/2 finale C. Matison       | Naoko Sato Pam Whytcross    |
| 1979  | n/a                        | n/a                        | 1er tour (1/16) Linda Siegel | Anne Hobbs Y. Vermaak      | 2e tour (1/16) Nancy Weigel | Jo Durie Debbie Jevans    | -                             | -                         | -                           | -                           |
| 1980  | n/a                        | n/a                        | 1er tour (1/16) Jo Durie     | Lele Forood B. Jordan      | 2e tour (1/16) Eisterlehner | A. Buchanan Kim Sands     | -                             | -                         | -                           | -                           |
| 1982  | n/a                        | n/a                        | 1er tour (1/32) Kim Sands    | N. Neviaser Kim Steinmetz  | 1er tour (1/32) Kim Sands   | Chris Evert Kathy Rinaldi | 2e tour (1/16) I. Kuczyńska   | B. Potter Sharon Walsh    | -                           | -                           |
| 1983  | n/a                        | n/a                        | 1er tour (1/32) Susan Leo    | Debbie Jevans Amanda Tobin | 2e tour (1/16) Susan Leo    | Kohde-Kilsch Eva Pfaff    | 1er tour (1/32) Nancy Yeargin | P. Paradis C. Suire       | -                           | -                           |
| 1984  | n/a                        | n/a                        | -                            | -                          | 2e tour (1/16) S. Cecchini  | Kathy Jordan Anne Smith   | -                             | -                         | -                           | -                           |

Sous le résultat, la partenaire ; à droite, l’ultime équipe adverse.

### En double mixte
| Année | Open d'Australie (janvier), | Open d'Australie (janvier), | Internationaux de France | Internationaux de France | Wimbledon                     | Wimbledon                | US Open | US Open | Open d'Australie (décembre), | Open d'Australie (décembre), |
| ----- | --------------------------- | --------------------------- | ------------------------ | ------------------------ | ----------------------------- | ------------------------ | ------- | ------- | ---------------------------- | ---------------------------- |
| 1980  | n/a                         | n/a                         | -                        | -                        | 1er tour (1/32) Roger Taylor  | Rosie Casals A. Amritraj | -       | -       | n/a                          | n/a                          |
| 1984  | n/a                         | n/a                         | -                        | -                        | 1er tour (1/32) Tim Gullikson | Pam Casale Jaime Fillol  | -       | -       | n/a                          | n/a                          |

Sous le résultat, le partenaire ; à droite, l’ultime équipe adverse.

## Parcours en Coupe de la Fédération
| #                                                                   | Date       | Lieu        | Surface                            | Gagnante(s)                        | Perdante(s)                     | Score         |          |
|                                                                     |            |             |                                    |                                    |                                 |               |          |
| 1978 - 1er tour (groupe mondial) - Roumanie - Italie - 2 : 1        |            |             |                                    |                                    |                                 |               |          |
| 1                                                                   | 27/11/1978 | Melbourne   |                                    | Virginia Ruzici                    | Sabina Simmonds                 | 6-1, 3-6, 6-1 | Parcours |
| 1                                                                   | 27/11/1978 | Melbourne   | Virginia Ruzici Mariana Simionescu | Daniela Marzano Sabina Simmonds    | 6-4, 6-2                        |               | Parcours |
|                                                                     |            |             |                                    |                                    |                                 |               |          |
| 1979 - 1er tour (groupe mondial) - Italie - Thaïlande - 3 : 0       |            |             |                                    |                                    |                                 |               |          |
| 2                                                                   | 30/04/1979 | Madrid      | Terre (ext.)                       | Sabina Simmonds                    | Suthasini Sirikaya              | 6-1, 6-2      | Parcours |
|                                                                     |            |             |                                    |                                    |                                 |               |          |
| 1979 - 2e tour (groupe mondial) - France - Italie - 2 : 1           |            |             |                                    |                                    |                                 |               |          |
| 3                                                                   | 30/04/1979 | Madrid      | Terre (ext.)                       | Françoise Dürr                     | Sabina Simmonds                 | 2-6, 6-3, 6-3 | Parcours |
| 3                                                                   | 30/04/1979 | Madrid      | Terre (ext.)                       | Françoise Dürr Frederique Thibault | Daniela Marzano Sabina Simmonds | 6-3, 7-5      | Parcours |
|                                                                     |            |             |                                    |                                    |                                 |               |          |
| 1980 - 1er tour (groupe mondial) - Belgique - Italie - 0 : 3        |            |             |                                    |                                    |                                 |               |          |
| 4                                                                   | 19/05/1980 | Berlin      | Terre (ext.)                       | Sabina Simmonds                    | Michèle Gurdal                  | 4-6, 7-5, 9-7 | Parcours |
| 4                                                                   | 19/05/1980 | Berlin      | Terre (ext.)                       | Daniela Marzano Sabina Simmonds    | Michèle Gurdal Nicole Mabille   | 7-5, 7-5      | Parcours |
|                                                                     |            |             |                                    |                                    |                                 |               |          |
| 1980 - 2e tour (groupe mondial) - Italie - URSS - 1 : 2             |            |             |                                    |                                    |                                 |               |          |
| 5                                                                   | 19/05/1980 | Berlin      | Terre (ext.)                       | Olga Morozova                      | Sabina Simmonds                 | 6-4, 6-2      | Parcours |
| 5                                                                   | 19/05/1980 | Berlin      | Terre (ext.)                       | Julia Kashevarova Olga Zaitseva    | Daniela Marzano Sabina Simmonds | 7-5, 3-6, 9-7 | Parcours |
|                                                                     |            |             |                                    |                                    |                                 |               |          |
| 1981 - 1er tour (groupe mondial) - Italie - Yougoslavie - 2 : 1     |            |             |                                    |                                    |                                 |               |          |
| 6                                                                   | 09/11/1981 | Tokyo       | Terre (ext.)                       | Sabina Simmonds                    | Renata Sasak                    | 7-6, 6-1      | Parcours |
| 6                                                                   | 09/11/1981 | Tokyo       | Terre (ext.)                       | Patrizia Murgo Sabina Simmonds     | Mima Jaušovec Renata Sasak      | 6-3, 6-2      | Parcours |
|                                                                     |            |             |                                    |                                    |                                 |               |          |
| 1981 - 2e tour (groupe mondial) - Pays-Bas - Italie - 2 : 1         |            |             |                                    |                                    |                                 |               |          |
| 7                                                                   | 09/11/1981 | Tokyo       | Terre (ext.)                       | Van der Torre                      | Sabina Simmonds                 | 4-6, 6-1, 6-1 | Parcours |
| 7                                                                   | 09/11/1981 | Tokyo       | Terre (ext.)                       | Patrizia Murgo Sabina Simmonds     | Marcella Mesker Van der Torre   | 6-4, 7-6      | Parcours |
|                                                                     |            |             |                                    |                                    |                                 |               |          |
| 1982 - 1er tour (groupe mondial) - Italie - Grande-Bretagne - 1 : 2 |            |             |                                    |                                    |                                 |               |          |
| 8                                                                   | 19/07/1982 | Santa Clara | Dur (ext.)                         | Sabina Simmonds                    | Jo Durie                        | 4-6, 7-6, 6-1 | Parcours |
| 8                                                                   | 19/07/1982 | Santa Clara | Dur (ext.)                         | Jo Durie Anne Hobbs                | Patrizia Murgo Sabina Simmonds  | 6-4, 6-3      | Parcours |
|                                                                     |            |             |                                    |                                    |                                 |               |          |
| 1983 - 1er tour (groupe mondial) - Italie - Autriche - 2 : 1        |            |             |                                    |                                    |                                 |               |          |
| 9                                                                   | 18/07/1983 | Zurich      | Terre (ext.)                       | Petra Huber                        | Sabina Simmonds                 | 4-6, 6-1, 6-2 | Parcours |
|                                                                     |            |             |                                    |                                    |                                 |               |          |
| 1983 - 2e tour (groupe mondial) - Tchécoslovaquie - Italie - 2 : 1  |            |             |                                    |                                    |                                 |               |          |
| 10                                                                  | 18/07/1983 | Zurich      | Terre (ext.)                       | Hana Mandlíková                    | Sabina Simmonds                 | 6-3, 6-3      | Parcours |
|                                                                     |            |             |                                    |                                    |                                 |               |          |
| 1984 - 1er tour (groupe mondial) - Canada - Italie - 1 : 2          |            |             |                                    |                                    |                                 |               |          |
| 11                                                                  | 16/07/1984 | São Paulo   | Terre (ext.)                       | Jill Hetherington Hélène Pelletier | Raffaella Reggi Sabina Simmonds | 7-6, 6-3      | Parcours |

## Classements WTA

### Classements en simple en fin de saison
| Année | 1983 | 1986 | 1987 | 1988 |
| Rang  | 103  | 213  | 246  | 350  |

Source : (en) « Classements de Sabina Simmonds », sur le site officiel du WTA Tour